# Jorma Valkama
Jorma Valkama (né le 4 octobre 1928 - mort le 11 décembre 1962) est un ancien athlète finlandais spécialiste du saut en longueur. 

## Palmarès

### Jeux olympiques d'été
- Athlétisme aux Jeux olympiques de 1956 à Melbourne,  Australie
  -  Médaille de bronze du saut en longueur